# Tabacu, Bolgrad
Tabacu (în bulgară Табаки, în rusă Табаки, transliterat: Tabaki, în ucraineană Табаки, transliterat: Tabakî) este un sat în comuna Bolgrad din raionul Bolgrad, regiunea Odesa, Ucraina. Are 2,498 locuitori, preponderent bulgari.
Satul este situat la o altitudine de 35 metri, în partea de nord-vest a raionului Bolgrad. El se află la o distanță de 5 km nord de centrul raional Bolgrad. Teritoriul acestei localități este traversat de râul Ialpug, care se varsă în Lacul Ialpug, în dreptul orașului Bolgrad.
Prin această localitate trece drumul național Bolgrad-Ismail. În această localitate se află punctul internațional de trecere auto a frontierei Tabacu - Mirnoe (dintre Ucraina și Republica Moldova).

## Istoric
Prin Tratatul de pace de la București, semnat pe 16/28 mai 1812, între Imperiul Rus și Imperiul Otoman, la încheierea războiului ruso-turc din 1806 – 1812, Rusia a ocupat teritoriul de est al Moldovei dintre Prut și Nistru, pe care l-a alăturat Ținutului Hotin și Basarabiei/Bugeacului luate de la turci, denumind ansamblul Basarabia (în 1813) și transformându-l într-o gubernie împărțită în zece ținuturi (Hotin, Soroca, Bălți, Orhei, Lăpușna, Tighina, Cahul, Bolgrad, Chilia și Cetatea Albă, capitala guberniei fiind stabilită la Chișinău).
Pentru a-și consolida stăpânirea asupra Basarabiei, autoritățile țariste au sprijinit începând din anul 1812 stabilirea în sudul Basarabiei a familiilor de imigranți bulgari din sudul Dunării, aceștia primind terenuri de la ocupanții ruși ai Basarabiei. Satul Tabacu a fost fondat în anul 1812 de către coloniștii bulgari. În anul 1844 a fost deschisă prima școală din sat.
În urma Tratatului de la Paris din 1856, care încheia Războiul Crimeii (1853-1856), Rusia a retrocedat Moldovei o fâșie de pământ din sud-vestul Basarabiei (cunoscută sub denumirea de Cahul, Bolgrad și Ismail). În urma acestei pierderi teritoriale, Rusia nu a mai avut acces la gurile Dunării. În urma Unirii Moldovei cu Țara Românească din 1859, acest teritoriu a intrat în componența noului stat România (numit până în 1866 "Principatele Unite ale Valahiei și Moldovei"). Satul Tabacu a fost localitate de frontieră între România și Rusia.
Satul Tabacu a fost vizitat de către eroul național al Bulgariei, Hristo Botev. Mulți localnici i-au sprijinit pe rebelii bulgari care s-au ridicat în 1876 pentru eliberarea Bulgariei de sub jugul turcesc. În Tabacu a lucrat o perioadă ca inginer, la construcția căii ferate Tighina-Galați, scriitorul rus Nikolai Garin-Mihailovski.
În urma Tratatului de pace de la Berlin din 1878, România a fost constrânsă să cedeze Rusiei sudul Basarabiei. În aprilie 1907, în ziarul Viața Basarabiei s-a scris despre sărăcia cumplită a țăranilor din sat, autoritățile guberniale nereușind să recupereze datoriile către stat în sumă de 2092 de ruble și 50 copeici, din cauza "lipsei de orice mijloace" . În ianuarie 1918, activiștii bolșevici au preluat conducerea în sat. Intervenția armatei române a dus la înăbușirea rebeliunii bolșevice.
După Unirea Basarabiei cu România la 27 martie 1918, satul Tabacu a făcut parte din componența României, în Plasa Bolgrad a județului Ismail. Pe atunci, majoritatea populației era formată din bulgari, existând și o comunitate importantă de găgăuzi, precum și una mai mică de români. La recensământul din 1930, s-a constatat că din cei 1.908 locuitori din sat, 1.191 erau bulgari (62.42%), 540 găgăuzi (28.30%), 97 turci (5.08%), 48 români (2.52%), 24 ruși (1.26%) și 2 greci. La 1 ianuarie 1940, din cei 2.000 locuitori ai satului, 1.024 erau bulgari (51.2%), 960 găgăuzi (48.0%) și 16 români (0.8%).
În perioada interbelică, satul s-a aflat în aria de interes a activiștilor bolșevici din URSS. Mai mulți săteni au fost arestați pentru propagandă bolșevică.
Ca urmare a Pactului Ribbentrop-Molotov (1939), Basarabia, Bucovina de Nord și Ținutul Herța au fost anexate de către URSS la 28 iunie 1940. După ce Basarabia a fost ocupată de sovietici, Stalin a dezmembrat-o în trei părți. Astfel, la 2 august 1940, a fost înființată RSS Moldovenească, iar părțile de sud (județele românești Cetatea Albă și Ismail) și de nord (județul Hotin) ale Basarabiei, precum și nordul Bucovinei și Ținutul Herța au fost alipite RSS Ucrainene. La 7 august 1940, a fost creată regiunea Ismail, formată din teritoriile aflate în sudul Basarabiei și care au fost alipite RSS Ucrainene .
În perioada 1941-1944, toate teritoriile anexate anterior de URSS au reintrat în componența României. Apoi, cele trei teritorii au fost reocupate de către URSS în anul 1944 și integrate în componența RSS Ucrainene, conform organizării teritoriale făcute de Stalin după anexarea din 1940, când Basarabia a fost ruptă în trei părți. În septembrie 1945 a fost înființat colhozul local. În anul 1954, Regiunea Ismail a fost desființată, iar localitățile componente au fost incluse în Regiunea Odesa.
Începând din anul 1991, satul Tabacu face parte din raionul Bolgrad al regiunii Odesa din cadrul Ucrainei independente. În prezent, satul are 2.498 locuitori, preponderent bulgari.

## Economie
Locuitorii satului Tabacu se ocupă în principal cu agricultura. Se cultivă cereale și viță de vie. În localitate a fost înființată și o fermă specializată în producția de lapte.

## Personalități
- Miron Gagauz (n. 1954) - om politic din Republica Moldova, care a îndeplinit funcțiile de Director General al Î.S. "Căile Ferate din Moldova" (2000-2009) și de ministru al transporturilor și gospodăriei drumurilor (2005-2007)

## Demografie
Componența lingvistică a comunei Tabacu
     Bulgară (78,18%)
     Rusă (9,09%)
     Găgăuză (7,61%)
     Ucraineană (2,96%)
     Română (1,2%)
     Alte limbi (0,6%)
Conform recensământului din 2001, majoritatea populației comunei Tabacu era vorbitoare de bulgară (78,18%), existând în minoritate și vorbitori de rusă (9,09%), găgăuză (7,61%), ucraineană (2,96%) și română (1,2%).
1930: 1.908 (recensământ) 
1940: 2.000 (estimare)
2001: 2.498 (recensământ)